# Paul Böhringer

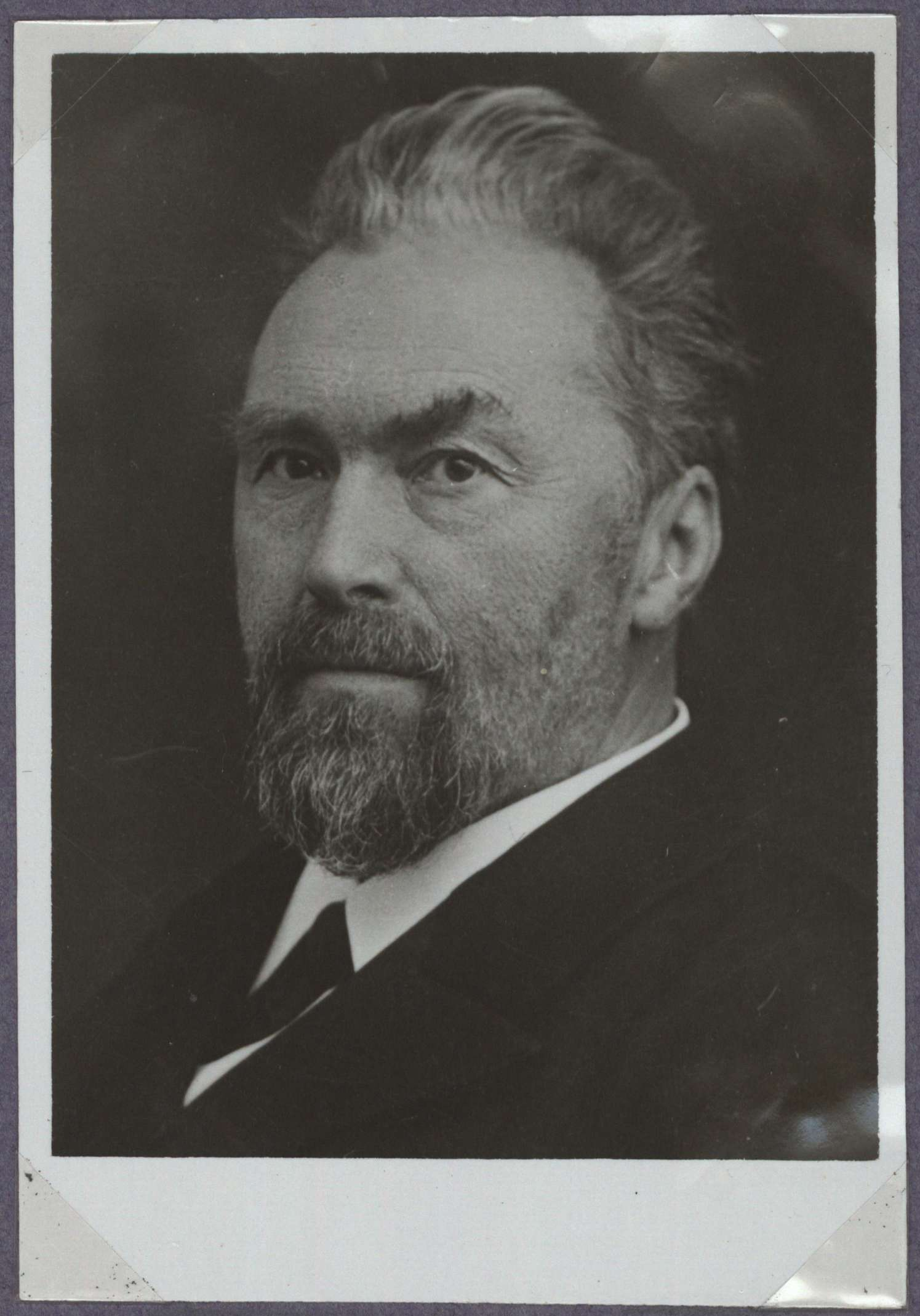
Paul Böhringer (zwischen 1900 und 1920)

Paul Böhringer (* 1. September 1852 in Glattfelden; † 3. Juli 1929 in Basel) war ein Schweizer Theologe.

## Leben

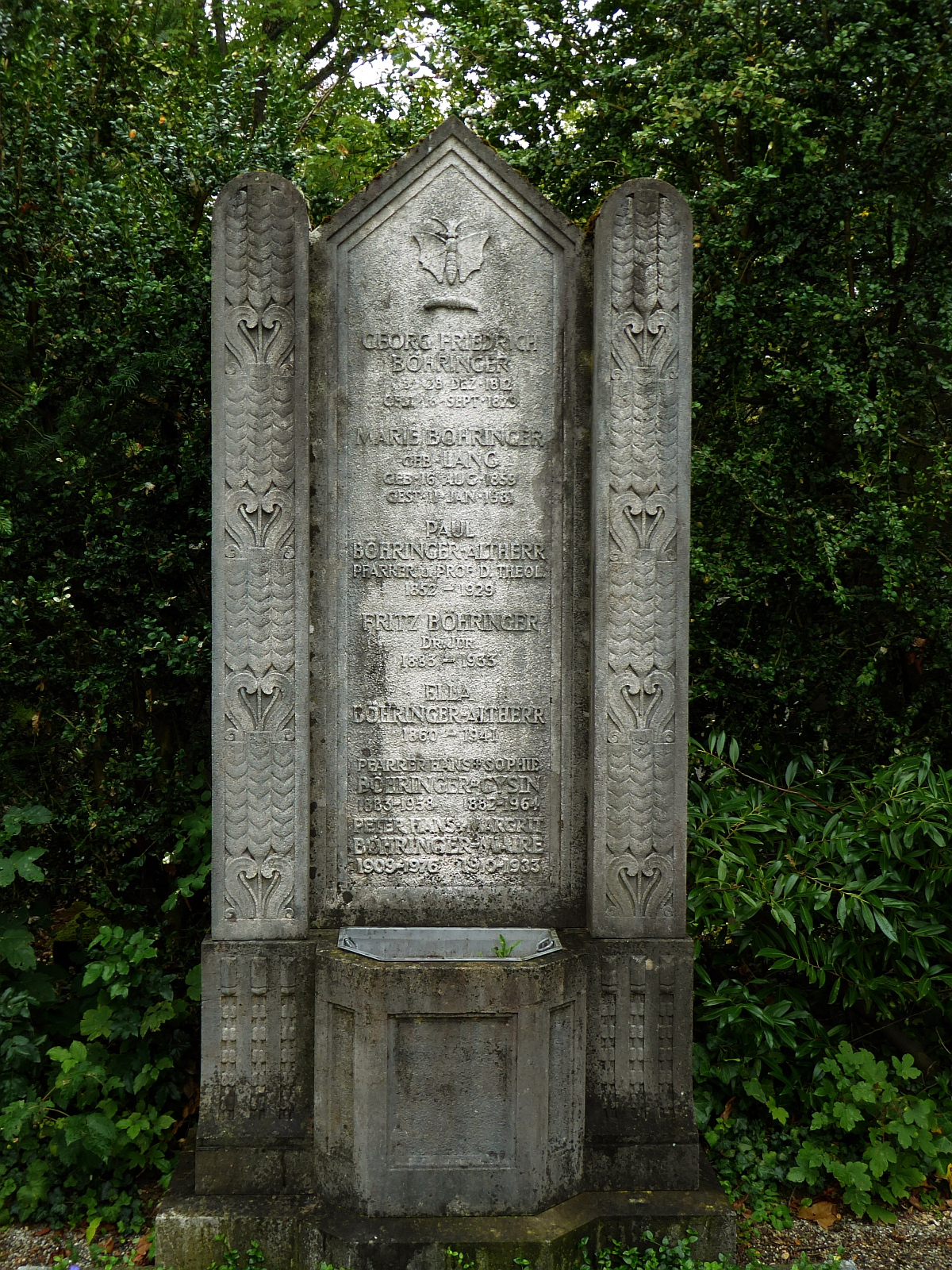
Grab auf dem Friedhof Wolfgottesacker, Basel

Paul Böhringer wurde am 1. September 1852 in Glattfelden im Kanton Zürich als Sohn des Pfarrers Georg Friedrich Böhringer geboren. In Niederhasli wurde er 1875 Pfarrer (bis 1879), 1877 Privatdozent der Theologie an der Universität Zürich. Im Folgejahr gab er die Pfarrstelle Niederhasli auf und ging nach Basel, um an der dortigen St. Peter-Gemeinde als Pfarrer zu dienen. In diesem Jahr auch wurde er Privatdozent der Kirchengeschichte an der Universität Zürich. 1896 beförderte man ihn zum Professor. Am 3. Juli 1929 verstarb Böhringer in Basel.

## Werke
- Gregoire. Ein Lehrbuch aus der Französischen Revolution (1878)
- Väter des Papsttums (1879)
- Käthe, die Frau Luthers (1888)
- Die Kirche Christi und ihre Zeugen oder die Kirchengeschichte in Biografien (zwölf Bände; 1860 bis 1892; gemeinsam mit seinem Vater)